# Коликауцы
Коликауцы, Коликэуць (рум. Colicăuți) — село в Бричанском районе Молдавии. Является административным центром коммуны Коликауцы, включающей также село Трестияны.

## География
Село расположено на высоте 213 метров над уровнем моря.

## Население
По данным переписи населения 2004 года, в селе Коликэуць проживает 2486 человек (1176 мужчин, 1310 женщин).
Этнический состав села:
| Национальность | Число жителей | Процентный состав |
| -------------- | ------------- | ----------------- |
| молдаване      | 2414          | 97,1              |
| русские        | 30            | 1,21              |
| украинцы       | 29            | 1,17              |
| румыны         | 6             | 0,24              |
| болгары        | 2             | 0,08              |
| прочие         | 5             | 0,2               |
| Всего          | 2486          | 100 %             |

## Известные уроженцы
- Попеску, Алла Георгиевна — молдавский юрист, председатель Счётной палаты Молдавии (2004—2011).